# Josep Freixenet
Josep Freixenet, o Freixanet o Frexenet (Lleida?, 1730? - Lleida?, 1762?), fou un compositor català.
Sembla que el 1751 treballava a la seu de Lleida i que l'abandonà el 1762. De la seva obra se n'han conservat tres sonates, dues editades el 1928 i la tercera el 1954. Recorda l'estil d'Antoni Soler.